# 法的なアマゾン地域

赤色の州が、BLA（Brazil's Legal Amazon）である

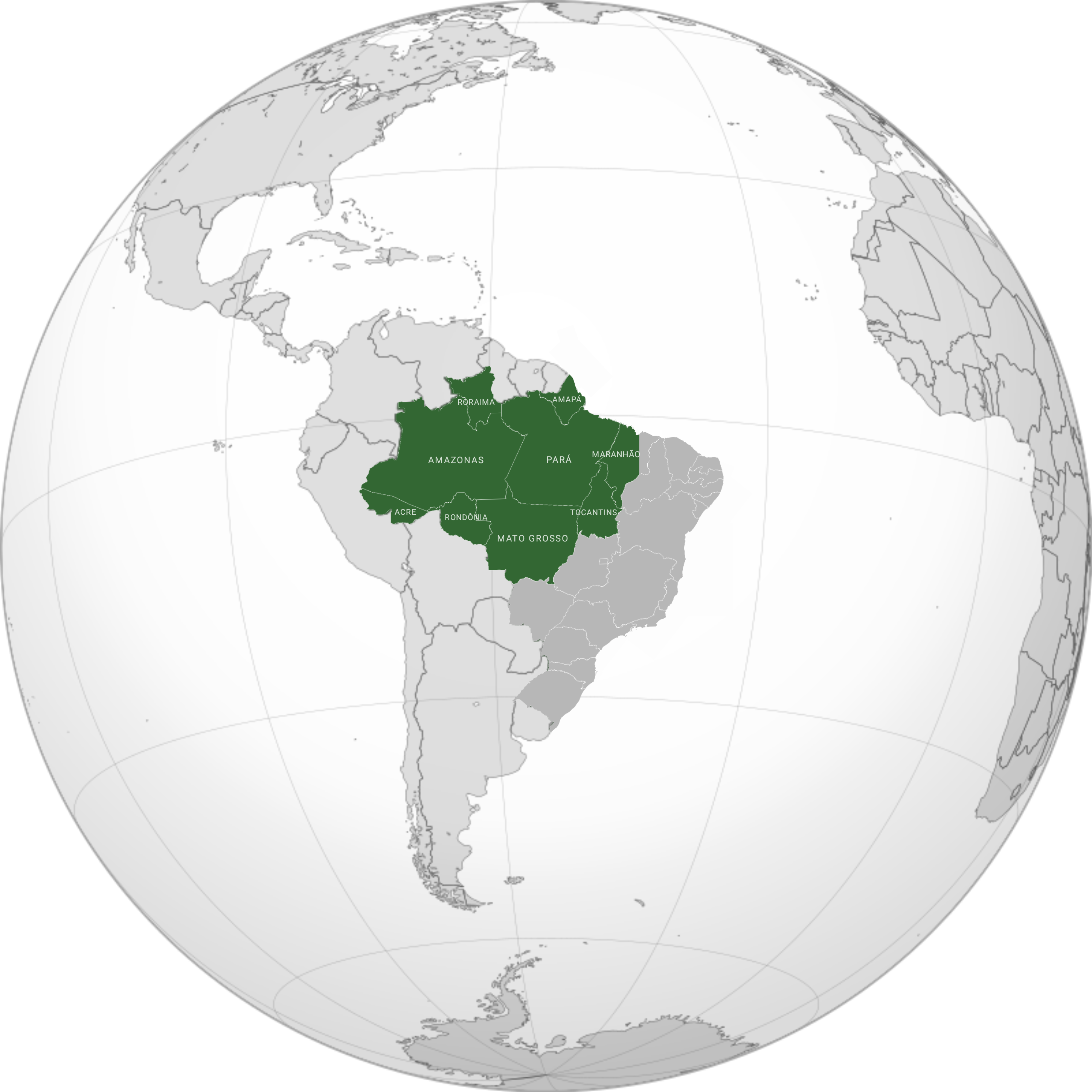
各州の位置関係

法定アマゾン（ほうていアマゾン、葡: Amazônia Legal、ポルトガル語発音: [amaˈzonjɐ leˈɡaw]; Brazil's Legal Amazon）とは、ブラジルにおける最大の社会地理的区分であり 、 アマゾン盆地の9つの州すべてを含んでいる。 
この地域は、アマゾン地域の経済的および社会的発展の計画方法を模索するブラジル政府の研究に基づいて、1948年に定義された。

## 範囲
この地域は、 北地域の7つの州すべて（アクレ州、アマパー州、アマゾナス州、パラー州、ロンドニア州、ロライマ州、トカンティンス州）の全ての土地を含む。さらに、中央西部のマットグロッソ州の一部と、北東部のマラニョン州の大部分を含んでおり、合計9つの州にまたがっている。 
この地域の面積は5,016,136.3km2、人口は約2400万人である。面積で言えば、ブラジル全体の59%が法定アマゾン地域となる。一方、人口の面では、ブラジル全体の12.34%のみが、この地域に住んでいる。この行政区画は、最初に連邦法第5.173号（第2条）によって設立された。 
アマゾン地域と呼ばれているが、この地域の生物群系は、3つに大きく分かれている。37%がカンポ・セハードに属し、40%がパンタナルである。この地域の主な特徴は、 熱帯雨林の大部分に分布する豊富な熱帯性の植生である。 

## 人口統計
この地域の総人口は、2012年の統計で2470万人となっている。その中には、170以上の民族に分かれた30万人以上のインディオが含まれている。彼らの中には、伝統的な狩猟採集社会を維持している集団もいる。 
海岸から遠いこの地域は、渡来したヨーロッパ系のブラジル人が最後に植民地化した地域であり、今でも人口密度は非常に低い。 